# Dyschirus basilis
Dyschirus basilis är en skalbaggsart som beskrevs av Leconte 1857. Dyschirus basilis ingår i släktet Dyschirus och familjen jordlöpare. Inga underarter finns listade i Catalogue of Life.